# Carea nana
Carea nana är en fjärilsart som beskrevs av Kobes 1983. Carea nana ingår i släktet Carea och familjen trågspinnare. Inga underarter finns listade i Catalogue of Life.